# Манес (цар)
Вижте пояснителната страница за други значения на Манес.
Манес (на гръцки: Μανες) според древногръцката митология e първият цар на Меония (по-късно Лидия) от Атиадската династия.
Роден е от Зевс и Гея. Според Херодот той е баща на цар Атис и Котис.
Дядо е на Лид, (син на Атис), който дава името на Лидия, на Тирен, прародител на етруските, и на Азиес, който дава името на Азия.